# Szelén-diszulfid
A szelén-diszulfid szervetlen vegyület, képlete közelítőleg SeS2. Mind a kén, mind a szelén könnyen képez láncokat (katenációs készség). Ez a vegyület nem analóg a kén-dioxiddal.
Kereskedelmi forgalomban általában gombaölő szerként és samponok részeként kapható, utóbbiban korpásodás elleni szerként alkalmazzák.

## Szerkezete

Az 1,2,3-Se_{3}S_{5} szerkezete

A szelén-diszulfid közelítő képlete SeS2, néha szelén-szulfidnak is nevezik. A védjegyzett készítmények azonban nem egyetlen tiszta vegyületet tartalmaznak, hanem olyan keveréket, melyben az Se:S arány összességében 1:2. A vegyületek különböző számú S és Se atomból álló nyolctagú gyűrűket tartalmaznak (SenS8−n).

## Fordítás
Ez a szócikk részben vagy egészben  a   Selenium disulfide című angol Wikipédia-szócikk ezen változatának fordításán alapul.  Az eredeti cikk szerkesztőit annak laptörténete sorolja fel. Ez a jelzés csupán a megfogalmazás eredetét és a szerzői jogokat jelzi, nem szolgál a cikkben szereplő információk forrásmegjelöléseként.